# 하트리-폭 방법
양자화학에서 하트리-폭 방법(Hartree–Fock method)은 다체 시스템에서 바닥 상태의 파동함수와 에너지를 구하는 근사 방법이다.
하트리-폭 방법은 다체 시스템의 정확한 파동함수를 페르미온의 경우 스핀-궤도함수들의 슬레이터 행렬식으로, 보손인 경우에는 퍼머넌트로 근사할 수 있다고 가정한다. 변분 원리를 이용하여 구하면 하트리-폭 파동함수와 에너지를 얻을 수 있다.
하트리-폭 방법을 이용하여 원자, 전자, 고체 상태를 기술할 수 있으며, 핵물리에서도 사용되고 있다.

## 역사
영국의 더글러스 하트리(Douglas Hartree)와 소비에트 연방의 블라디미르 포크의 이름을 땄다.

## 같이 보기
- 양자화학
- 분자물리학
- 존 포플

## 참고 문헌
- Paul-Henri Heenen, Michel R. Godefroid (2012). “The Hartree-Fock method”. 《Scholarpedia》 7 (10): 10545. doi:10.4249/scholarpedia.10545.